# ایتالو پتریچونه
ایتالو پتریچونه (ایتالیایی: Italo Petriccione؛ زادهٔ ۱۹۵۸ میلادی) فیلم‌بردار اهل ایتالیا است.
از جمله آثار او می‌توان به سیاه‌چاله‌ها، نیروانا، خانواده خوشبخت، به کجا می‌روی، عزیزم؟ و مدیترانه اشاره کرد.